# Melampsora magnusiana
Melampsora magnusiana G.H. Wagner – gatunek grzybów z rzędu rdzowców (Pucciniales). Jest jednym z kilku gatunków rodzaju Melampsora wywołujących rdzę topoli. Występuje na gatunkach z sekcji Populus (topola biała i topola osika).

## Systematyka i nazewnictwo
Pozycja w klasyfikacji według Index Fungorum: Melampsora, Melampsoraceae, Pucciniales, Incertae sedis, Pucciniomycetes, Pucciniomycotina, Basidiomycota, Fungi.
Synonim: Uredo magnusiana (G.H. Wagner) Arthur 1906:
W literaturze naukowej M. magnusiana często wraz z trzema innymi gatunkami (Melampsora pinitorqua, Melampsora laricis-tremulae i Melampsora pulcherrima) traktowany był jako synonim Melampsora populnea. Aktualnie, w wyniku nowszych badań metodami biologii molekularnej, opartych na wielogenowej analizie, traktowane są one jako odrębne gatunki.